# تريفور هال (لاعب دوري الرغبي)
تريفور هال (بالإنجليزية: Trevor Hall)‏ هو لاعب دوري الرغبي نيوزيلندي، ولد في 24 فبراير 1905 في كامبريدج في نيوزيلندا، وتوفي في 15 نوفمبر 1961 في Papakura ‏ في نيوزيلندا.